# 威斯多姆斯托爾 (喬治亞州)
威斯多姆斯托爾（英語：Wisdoms Store）是位於美國喬治亞州哈里斯縣的一個鬼鎮。由於此地已於1903年被荒廢，本地已無人居住。

## 地理
威斯多姆斯托爾的座標為32°51′10″N 84°57′59″W / 32.85278°N 84.96639°W，而該地的平均海拔高度為249米（即817英尺）。